# جين هاردينج
جين إليزابيث هاردينغ (مواليد 1955) هي أكاديمية واخصاية طب حديثة الولادة في نيوزيلندا (اخصائية حديثي الولادة). حصلت على وسام رذرفورد في عام 2019.

## التعليم والتاريخ المهني
درست هاردينغ في جامعة أوكلاند وتخرجت عام 1978، وفي عام 1982 حصلت على درجة الدكتوراه في فسيولوجيا الجنين من جامعة أكسفورد. عادت إلى نيوزيلندا لتلقي تدريب طب الأطفال ثم أكملت زمالة ما بعد الدكتوراه في جامعة كاليفورنيا، سان فرانسيسكو. بعد ذلك، عملت في كلية الطب بجامعة أوكلاند منذ عام 1989، وأصبحت أستاذًا لطب حديثي الولادة في عام 1997. وعملت بمنصب نائبة مدير معهد Liggins في جامعة أوكلاند.
يشار بالذكر إلى ان هاردينغ عضو في المنظمة الخيرية النيوزيلندية Global Women.

## التكريم والجوائز
تم انتخاب هاردينغ زميلًا في الجمعية الملكية لنيوزيلندا في عام 2001. في عيد ميلاد الملكة عام 2002 واليوبيل الذهبي للتكريم، تم تعيينها مسئولة عن وسام الاستحقاق النيوزيلندي لخدمات طب الأطفال. حصلت على مجلس البحوث الصحية في نيوزلندا.
في عام 2017، تم اختيار هاردينغ كواحدة من «150 امرأة في خطاب 150 كلمة» للجمعية الملكية Te Apārangi، احتفاءً بإسهامات النساء في المعرفة في نيوزيلندا.
في عام 2019، حصلت هاردينغ على وسام رذرفورد، أعلى وسام علمي لنيوزيلندا، من الجمعية الملكية لنيوزيلندا. أيضًا في عام 2019، حصلت هاردينغ على الجائزة العليا في حفل توزيع جوائز Women of Influence في نيوزيلندا.
في حفل تكريم عيد ميلاد الملكة لعام 2020، تمت ترقية هاردينغ إلى رفيق سيدة من وسام الاستحقاق النيوزيلندي، لخدمات طب حديثي الولادة وطب الفترة المحيطة بالولادة.

## الوصلات الخارجية
- الموقع الرسمي